# Curtis Yorke
Susan Rowley Richmond Lee, geborene Susan Rowley Long, alias Curtis Yorke (* 1854 in Glasgow; † 3. Mai 1930) war eine schottische Schriftstellerin.

## Leben
Susan Rowley Richmond Lee wurde 1854 in Glasgow geboren und ging hier auch zur Schule. Sie heiratete den Bergbauingenieur John Wilson Richmond Lee und zog mit ihm in den Londoner Stadtteil Kensington. 1886 debütierte sie mit dem Roman That Little Girl, der in London erschien. Wie viele andere britische Schriftstellerinnen ihrer Zeit (z. B. George Egerton) verwendete sie ein männliches Pseudonym, Curtis Yorke. Richmond Lee veröffentlichte ca. 50 Werke, darunter vor allem „Frauenromane“ und Kinder- und Jugendliteratur. Sie starb 1930.
Ihre Romane Die wilden Ruthvens und Um des Kindes willen erschienen 1898 in deutscher Übersetzung.

## Werke (Auswahl)
- That Little Girl, 1886
- Hush!, 1888
- Dudley, 1888
- The Wild Ruthvens, 1889
  - Die wilden Ruthvens. Erzählung für junge Mädchen. Aus dem Englischen übersetzt von Anna Puchta. Gustav Weise, Stuttgart 1898. Digitalisat
- The Brown Portmanteau and Other Stories, 1889
- The Mystery of Modern London, 1892
- Two on an Island!, 1892
- Once!, 1892
- His Heart to Win, 1893
- Darrell Chavasney, 1894
- Between the Silences and Other Stories, 1894
- A Record of Discords, 1894
- The Medlicotts, 1895
- Those Children, 1896
- Valentine, 1897
- Because of the Child, 1897
  - Um des Kindes willen. Eine Geschichte ohne Handlung. Autorisierte Übersetzung von Emmy Becher. Engelhorn, Stuttgart 1898. Projekt Gutenberg
- A Flirtation with Truth, 1897
- Jocelyn Errol, 1900
- Carpathia Knox, 1900